# Tethyshavet
Tethyshavet var et hav, som i mesozoikum, lå mellem kontinentene Gondwana og Laurasien før Indiahavet åbnede sig. 

## Historisk teori
I 1893 fremlagde Eduard Suess, med baggrund i fossiler fra Alperne og Afrika, en teori om, at et indlandshav en gang havde eksisteret mellem Laurasien og kontinenterne, som havde udgjort Gondwana II. I dette øjeblik i Jordens historie var disse to kontinenter forenet i et enkelt superkontinent kaldet Gondwana III - eller Pangæa. Han kaldte det «Tethyssøen» efter den græske havgudinde Tethys. Da pladetektonik-teorien blev etableret i 1960'erne, blev det klart, at Suess' «sø» faktisk havde været et hav. Pladetektonikken bidrog også med en mekanisme, som forklarede hvordan det tidligere hav var forsvundet ved at havbunden gennem subduktion kunne skydes ned under kontinenterne.

## Moderne teori
Under trias, omkring 250 millioner år siden, begyndte et nyt hav at dannes i den sydlige ende af Paleo-Tethyshavet. En rift opstod langs den nordlige kontinentalsokkel af syd-Pangæa (Gondwana). Over de næste 60 millioner år bevægede dette sokkelstykke, som også kaldes Cimmeria, sig mod nord og skød havbunden i Paleo-Tethyshavet under den østlige ende af Nord-Pangæa (Laurasien). Tethyshavet dannedes mellem Cimmeria og Gondwana, direkte over dér Paleo-Tethys tidligere lå.